# 高浜豊田病院
高浜豊田病院（たかはまとよたびょういん）は、愛知県高浜市湯山町に位置する医療法人豊田会が運営する病院である。

## 沿革
1985年（昭和60年）2月、高浜市の公立病院 (高浜市立病院) として開設される。その後、医師不足や赤字経営のため2009年（平成21年）に医療法人豊田会に経営移譲され刈谷豊田総合病院の分院となり、名称も刈谷豊田総合病院高浜分院に変更した。
2019年（令和元年）7月旧中央公民館の跡地に新築移転され、新たに透析センターなどを設置し移転前にはなかった一般病床を新たに設けて、回復期の入院患者にも対応した。

## 診療科目
- 内科
- 外科
- 整形外科
- 眼科

## 歴史
高浜市立病院
- 1985年（昭和60年）2月 - 高浜市が高浜市立病院として開院[1]。
- 1999年（平成11年）4月1日 - 地下1階地上3階建ての療養型病床の病棟を増築し40床増やし耳鼻咽喉科を新設[2]。
- 2007年（平成19年）5月1日 - 医師不足のため、小児科が休診し救急病院の指定から外れる[3][4]。
- 2007年（平成19年）7月 - 土曜日の外来診療が休診となる[5]。
- 2008年（平成20年）5月15日 - 高浜市と医療法人豊田会が、高浜市立病院の民営化に合意する[6]。
- 2009年（平成21年）3月31日 - 高浜市立病院が閉院。

刈谷豊田総合病院高浜分院
- 2009年（平成21年）4月1日 - 医療法人豊田会の刈谷豊田総合病院高浜分院として開院(内科・外科・整形外科・眼科)[7]。

高浜豊田病院
- 2019年（令和元年）7月1日 - 新築移転し名称を高浜豊田病院を変更して開院。

## 交通アクセス
- 名鉄三河線 三河高浜駅より徒歩で約10分。